# Аллагуватська сільська рада
Аллагува́тська сільська рада (рос. Аллагуватский сельский совет) — муніципальне утворення у складі Стерлібашевського району Башкортостану, Росія. Адміністративний центр — присілок Нижній Аллагуват.

## Населення
Населення — 564 особи (2019, 717 в 2010, 722 в 2002).

## Склад
До складу поселення входять такі населені пункти:
| Населений пункт             | Населення, осіб (2002) | Населення, осіб (2010) |
| --------------------------- | ---------------------- | ---------------------- |
| Верхній Аллагуват, присілок | 150                    | 154                    |
| Караяр, присілок            | 61                     | 64                     |
| Мустафино, присілок         | 205                    | 184                    |
| Нижній Аллагуват, присілок  | 286                    | 295                    |
| Октябревка, присілок        | 20                     | 20                     |